# (4682) Bykov
(4682) Bykov es un asteroide perteneciente al cinturón de asteroides descubierto por Liudmila Ivánovna Chernyj el 27 de septiembre de 1973 desde el Observatorio Astrofísico de Crimea, en Naúchni.

## Designación y nombre
Bykov fue designado al principio como 1973 SO4.
Más tarde, en 1994, se nombró en honor del actor y director ruso Leonid Bikov (1928-1979).

## Características orbitales
Bykov orbita a una distancia media de 2,271 ua del Sol, pudiendo alejarse hasta 2,713 ua y acercarse hasta 1,828 ua. Tiene una excentricidad de 0,195 y una inclinación orbital de 3,824 grados. Emplea 1250 días en completar una órbita alrededor del Sol.

## Características físicas
La magnitud absoluta de Bykov es 14,2. Está asignado al tipo espectral S de la clasificación SMASSII.